# فرودگاه نتشکوئن
فرودگاه نتشکوئن (به انگلیسی: Natashquan Airport) یک فرودگاه همگانی باربری با کد یاتا YNA است که یک باند فرود آسفالت دارد و طول باند آن ۱۳۷۰ متر است. این فرودگاه در کشور کانادا قرار دارد و در ارتفاع ۱۲ متری از سطح دریا واقع شده‌است.

## شرکت‌های هواپیمایی و مقصدهای پروازی
| شرکت‌های هواپیمایی | مقصدهای پروازی                                                                                |
| ----------------- | --------------------------------------------------------------------------------------------- |
| ایر لابرادور      | لوردز د بلانک سابلون، چوری، کگاسکا، لا رومن، لا تاباتیر، سنت اوگوستین، سپت‌ائیلس، تته-آ-لا-بلن |
| Air Liaison       | بای-کوماو، لا رومن، مون-ژولی، ژان لوساژ شهر کبک، سنت اوگوستین، سپت‌ائیلس                       |